# Villeneuve-en-Montagne
Villeneuve-en-Montagne är en kommun i departementet Saône-et-Loire i regionen Bourgogne-Franche-Comté i östra Frankrike. Kommunen ligger i kantonen Buxy som tillhör arrondissementet Chalon-sur-Saône. År 2022 hade Villeneuve-en-Montagne 174 invånare.

## Befolkningsutveckling
Antalet invånare i kommunen Villeneuve-en-Montagne
| Referens: INSEE |